# Paeonia
Pæonia (Peonia L., 1753) è l'unico genere appartenente alla famiglia delle Peoniacee (Paeoniaceae (Raf., 1815)) ed è costituito da diverse piante perenni a portamento erbaceo o arbustivo, molto apprezzate per le notevoli e profumate fioriture.

## Descrizione
Le peonie sono erbe o arbusti, alte fino a circa 2 metri ed ancorate al suolo da radici tuberose. Le foglie sono sempre caduche. I fiori sono grandi e molto colorati. Gli stami sono molto numerosi (in alcune specie possono essere più di 200). I frutti contengono semi scuri molto grossi (anche più di 1 cm di diametro).
Le specie più utilizzate come piante ornamentali vengono suddivise in floricoltura in due gruppi distinti:
- Peonie erbacee, comprendono le varietà  derivate dalla P. officinalis di origine europea, con fiori privi di profumo, portati da steli uniflori, e dalla P. lactiflora originaria della Siberia, con fiori al profumo di  rosa portati da steli multiflori, molto decorativi e con una vasta gamma di colori dal bianco al rosso
- Peonie legnose o arboree, originarie della Cina; sono piante piuttosto rustiche, abbastanza facili da coltivare e si adattano molto bene al clima continentale. Sono anche molto resistenti alla siccità estiva ed esplodono con la loro generosissima fioritura ai primi tepori primaverili, purché si abbia l'accortezza di non potarle drasticamente (vale a dire che le piante non vanno recise "raso terra", cioè senza lasciare ramificazioni munite di gemme "fertili"). Più difficoltà comporta la moltiplicazione per divisione dei cespi radicali, che è sempre un'operazione estremamente delicata e va condotta con la massima cura e nel periodo giusto.

## Distribuzione
La distribuzione naturale del genere Paeonia si estende in modo frammentato all'intero emisfero boreale: Europa (essenzialmente meridionale e orientale), Nordafrica (molto localizzata), Asia (principalmente Asia Minore, Siberia, Cina, Giappone e Himalaya), Nordamerica solo sul versante Pacifico.

## Tassonomia

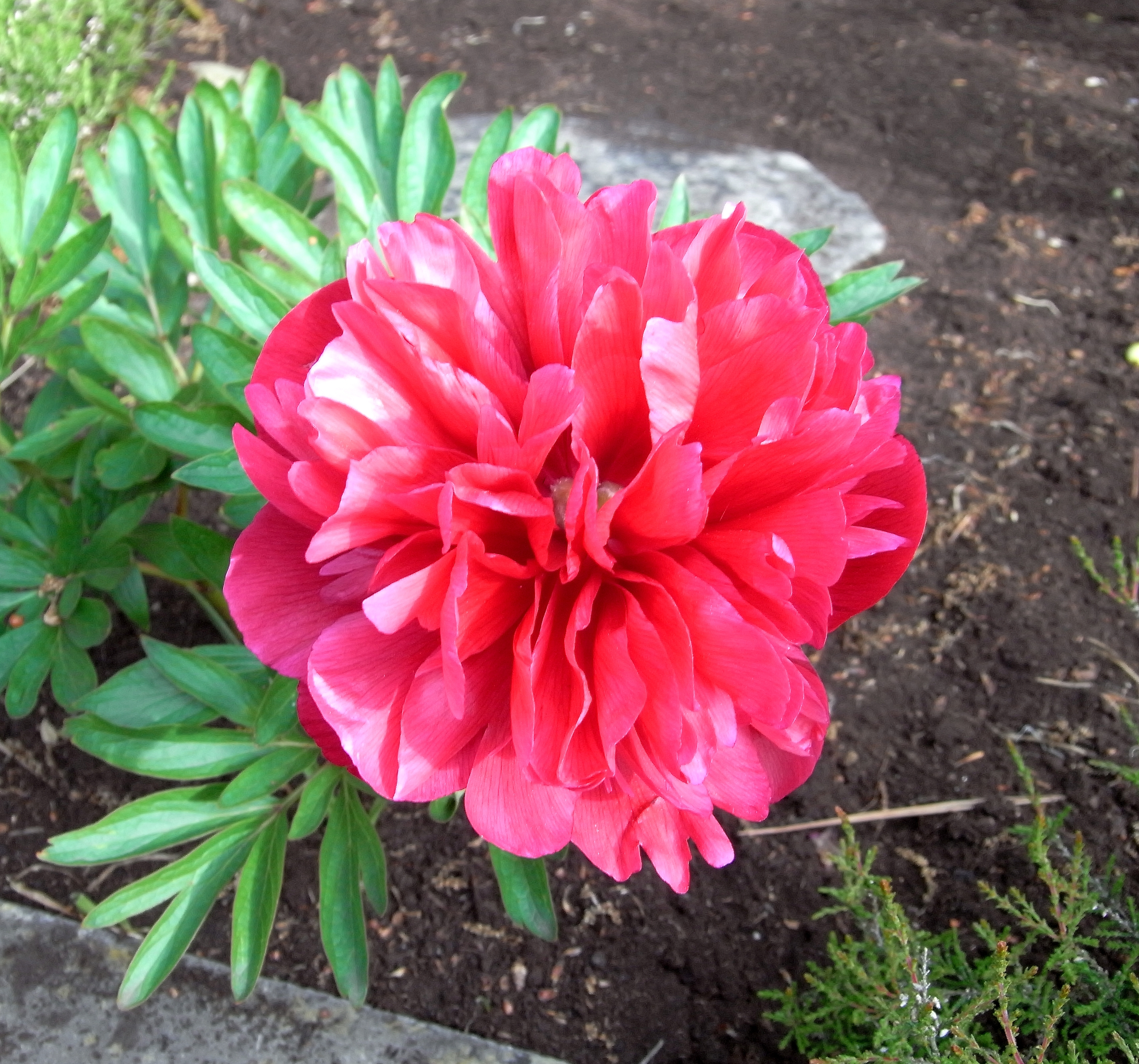
Paeonia sp.

Il genere Paeonia attualmente comprende 35 specie:
- Paeonia algeriensis Chabert
- Paeonia anomala L.
- Paeonia archibaldii Ruksans
- Paeonia arietina G.Anderson
- Paeonia × baokangensis Z.L.Dai & T.Hong
- Paeonia broteri Boiss. & Reut.
- Paeonia brownii Douglas ex Hook.
- Paeonia californica Nutt.
- Paeonia cambessedesii (Willk.) Willk.
- Paeonia cathayana D.Y.Hong & K.Y.Pan
- Paeonia clusii Stern
- Paeonia coriacea Boiss.
- Paeonia corsica Sieber ex Tausch
- Paeonia daurica Andrews
- Paeonia decomposita Hand.-Mazz.
- Paeonia delavayi Franch.
- Paeonia emodi Royle
- Paeonia intermedia C.A.Mey.
- Paeonia jishanensis T.Hong & W.Z.Zhao
- Paeonia × kayae Özhatay
- Paeonia kesrouanensis (J.Thiébaut) J.Thiébaut
- Paeonia lactiflora Pall.
- Paeonia ludlowii (Stern & G.Taylor) D.Y.Hong
- Paeonia mairei H.Lév.
- Paeonia × maleevii Kem.-Nath. ex Mordak & Punina
- Paeonia mascula (L.) Mill.
- Paeonia obovata Maxim.
- Paeonia officinalis L.
- Paeonia ostii T.Hong & J.X.Zhang
- Paeonia parnassica Tzanoud.
- Paeonia peregrina Mill.
- Paeonia qiui Y.L.Pei & D.Y.Hong
- Paeonia rockii (S.G.Haw & Lauener) T.Hong & J.J.Li ex D.Y.Hong
- Paeonia sandrae Camarda
- Paeonia saueri D.Y.Hong, Xiao Q.Wang & D.M.Zhang
- Paeonia × saundersii Stebbins
- Paeonia sterniana H.R.Fletcher
- Paeonia × suffruticosa Andrews
- Paeonia tenuifolia L.
- Paeonia wendelboi Ruksans & Zetterl.
- Paeonia × yananensis T.Hong & M.R.Li

## Uso
- Utilizzate come piante ornamentali nei giardini per formare aiuole e macchie fiorite su tappeti erbosi, o in vaso sui terrazzi; le numerose varietà orticole a fiore semplice o doppio dai vari colori, vengono coltivate industrialmente per la produzione del fiore reciso.
- Come pianta officinale per le proprietà medicinali.

## Coltivazione

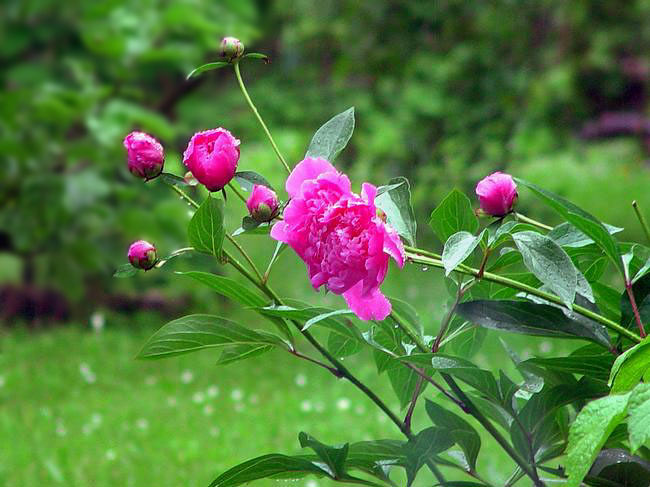
Cultivar di Paeonia lactiflora.

Sono piante facili da coltivare, gradiscono esposizione in pieno sole o mezz'ombra, suolo ben concimato con sostanze organiche, neutro o leggermente acido, privo di calcare, fresco nei mesi estivi, si giovano di una pacciamatura con letame bovino ben maturo.
Si moltiplicano a fine autunno per divisione dei vecchi cespi, lasciando un occhio per ogni porzione, con fioritura piena dal secondo-terzo anno dall'impianto. L'impianto della peonia va fatto possibilmente in un luogo abbastanza lontano dalle radici di altre piante, in modo da lasciarle uno spazio di crescita sufficiente.
La semina viene poco utilizzata, in quanto richiede lunghi tempi di cure colturali.

### Avversità
Anguillosi fogliare - le foglie attaccate dai nematodi della specie Aphelenchoides olesistus si presentano clorotiche e traslucide, successivamente marciscono o disseccano; le piante colpite hanno fioriture stentate
Muffa grigia - dovuta ad attacchi di funghi come Botrytis paeonia (Oud.) van Beyma o Botrytis cinerea Pers., provocano il marciume dei getti, che imbruniscono e si ricoprono di muffa grigiastra